# Parti d'action démocratique de Croatie
Le Parti d'action démocratique de Croatie (En croate : Stranka demokratske akcije Hrvatske - SDA Hrvatske) est un parti politique de Croatie fondé le 20 juin 1990. Il est présidé par Šemso Tanković.
Le parti avait, en 2006, 4 850 membres. Depuis 2004, le parti est représenté au Sabor par un élu.

## Siège
Le siège du parti se trouve à Zagreb, Mandaličina 17.